# Meződomb
Meződomb (románul: Dâmbu), németül Hügeldorf, más néven Domb; falu Romániában, Maros megyében.

## Története
Meződomb, Domb (Tomb) nevét 1319-ben említette először oklevél Thumb néven (Dl. 73 655). Későbbi névváltozatai: 1325-ben p. Tumb, 1329-ben v.  Tumb néven volt említve.
A település 1319-ben a telegdi székely eredetű Tuzsoni Semyen fia Mihály fiainak birtoka volt. 1329-ben Tuzsoni Symien unokái oztoztak meg rajta. Ekkor Simon, Mihály és János kapta. 1329-ben Szilvás, illetve Nagyakasztó határosa volt.
Ma Uzdiszentpéter község része. A trianoni békeszerződésig Kolozs vármegye Nagysármási járásához tartozott.

## Népessége
2002-ben 607 lakosa volt, ebből 562 román és 45 cigány nemzetiségű.

## Vallások
A falu lakói közül 590-en ortodox, 8-an görögkatolikus, 6-an adventista hitűek és 1 fő református.